# أبو كرشولا
أبو كرشولا أو(أب كرشولا كما ينطقها أهلها)،من مدن ولاية جنوب كردفان بالسودان.

## الموقع
تقع على ضفتي وادي(خور) البطحاء، يحدها شمالا جبل الداير وجنوباً الفيض أم عبد الله وأم برمبيطة ومن الجنوب الشرقي مدينة رشاد وصولا إلى أبو جبيهة وغربا الدلنج ، ومن ناحية الجنوب الغربي أم برمبيطة ووصولا إلى كادقلي.ويربطها طريق الهوا بمدينتي الرهد والأبيض ، وتقع شرقها العباسية والتي ترتبط بالطريق الدائري شمالا إلى أم روابة.

## التاريخ
تعتبر المدينة ضاربة الجذور في التاريخ، منذ عهد مملكة تقلي.

### نشأتها وسبب التسمية
منذ حوالي قرنين تقريباً أتى شيخ ورجل صلاح ودين يسمى «أب كرشولا» اختار هذه المنطقة وكان ماؤها غوراً، كان الناس من القبائل المختلفة وخاصة الرعاة وطلاب القرآن الكريم والفقه يقطنون منطقة «مد قولل» و«المغفل» القريبة الكثيفة بأشجار الهجليج وفيها المراعي الخصيبة، تفجَّرت ينابيع المياه في التربة الرسوبية في المنطقة وهفت إليها قلوب الناس وجاءوها أفواجًا من كل مكان، وكان خور البطحاء المتحدِّر من جبال العباسية ومنطقة تقسيم المياه والمياه المتدفقة من قبل جبل الدائر ترفع مناسيب المياه الجوفية والناس يتقاطرون إلى المنطقة التي عُرفت باسم أب كرشولا وحفرت اسمها ونقشته في سجلات الزمن..
تجمعت قبائل «التكم» الأسرة وهم بطن من بطون الحوازمة بأفخاذهم أولاد كلب وأولاد جمعة وأولاد ام جازع وأولاد سرار واولاد ماجد وأولاد مشيري أولاد معدا، والزرق واولاد علوي، البرنو، البرقو، الفلاتة، كنانة، السلامات، المسيرية الزرق، كلمة، ديشان، ترجوك، سدرة.. وغيرهم من قبائل السودان المختلفة.. وظهرت بوتقة اجتماعية نادرة في المنطقة ومعها أم بركة القريبة منها.. خليط من الأعراق والسكان تصاهروا وتزاوجوا فيما بينهم.

## النشاط الاقتصادي

### زراعة البساتين
عُرفت بكثرة بساتينها ومزارعها، وخصوبة تربتها التي استزرع فيها الخضروات والفواكه كالتوت وقصب السكر ونخيل الزيت، ووفقاً لبحوث أجراها الخبراء الإنجليز إبان الحقبة الاستعمارية بالسودان فإن العديد من النباتات التي تنبت في الهند يمكن زراعتها في منطقة أب كرشولا. وكانت بساتين أب كرشولا ومزارعها توفر كمية من الإنتاج تصل إلى مناطق بعيدة مثل الدلنج وتلودي والليري والأبيض والفولة والرهد وأم روابة والنهود والمجلد وبابنوسة وأبو جبيهة وحتى كوستي والدويم في منطقة النيل الأبيض وإلى العاصمة الخرطوم وبعض مدن جنوب السودان ومن بينها ملكال وبانتيو،ولذلك اشتهرت بالمقولة «أب كرشولا بلد الشطة والبندورة ».

### التجارة
وكانت أب كرشولا معبرا لتجارة القطن بمشروع المؤسسة الزراعية لجبال النوبة قبل توقف نشاطه حيث كانت تشكل المنفذ التجاري المهم لمنتوجات منطقة جبال النوبة الشرقية.

### الرعي
تنتشر فوق السهول المحيطة بأبي كرشولا مراعي للماعز والأبقار والضأن، حيث يمارس الرعاة حياة التنقل وثقافة الفروسية والغناء خاصة وسط رعاة قبائل البقارة.

## الأحياء السكنية
| - الدونكي - السوق - العمدة | - أم جقوقة - برنو - جوغان | - شارع الهوا - غرب المدارس - فلاتة |

## أعلام وأعيان المدينة
تضم مدينة ابي كرشولا أعداد كبيرة من الأفراد والجماعات المنتمين إلى مختلف قبائل و أثنيات السودان بما في ذلك جنوب كردفان وأم درمان والجزيرة إسلانج وولايات الجزيرة والشمالية وسنار والنيل الأزرق.
ومن الأسر الكبيرة فيها: أسرة الشيخ محمد التوم الشيخ حمد وعبد الرحمن محمد البشير وحامد فضل الله وابن عوف من كبار التجار وأسرة الشيخ عبد الرحيم رشاش وأسرة الدومة والعمدة الشهير النور أحمد جيلي عمدة الحوازمة والمك الذائع الصيت موسى أبو شلوخ زعيم قبيلة التكم، والشيخ عبد الرحيم آدم أب كاش شيخ الطريقة القادرية العركية والشيخ محمدين شيخ الطريقة الإدريسية وشيوخ الطريقة التيجانية الكثر من البرنو والبرقو والفلاتة وأسرة الأغبش وابنهم الشهيد حامد الأغبش وأسرة موسى عبد الله، والمعلم أستاذ الأجيال والتربوي المعروف العركي عبد الرحيم أبو شاش وأسرة مولانا القاضي عبد الرحيم والمعلم القدير عز الدين حامد وأسرة آدم محمد حامد والقيادات محمد كوكو مركز وسلمان الدومة وموسى حامد أبوشلوخ ويوسف محمد آدم وسسن كباشي وآدم بحيري والعمدة النور سليمان العمدة موسى آدم هلال ودفع الله عبد الرحيم رشاش والشيخ أزهري عبد الرحيم والعالم محمد أبكر (قتل ابان الهجوم والإستيلاء على أبوكرشولا في يوم السبت 27 أبريل 2013)،ومحمد إدريس ومحمد جيلي ومحمد داؤود الدخري وموسى جبر محمود والمرحومين عيسى عبد الله ومحمد أحمد شاويش والفكي شايب والتجاني وبابكر محمد بابكر والأستاذ الجامعي د.عبد العزيز إبراهيم وحسن سليمان وإخوانه الشهداءوالفكي تكر وإبراهيم ادم الشدادي محمد حمدان المكينة والاستاذ النور سليمان
من ضواحي «أبو كرشولا» منطقة أم بركة التاريخية، والتي منها السياسي محمد عمر الملا وأسرة سونقي ومحمد كركدي وأولاد العقيد والطاهر أبكر حفيد السلطان آدم أم دبالو ومحمد أبكر كوسا والمك يعقوب فضل الباشا وعبد العزيز علي كرديف والعمدة محمد عبد الله جودة.. وعبد الواحد إسماعيل موسى ومحمد أبكر.

## الهجوم على المدينة
تردد اسم المدينة في نشرات الأخبار العالمية بداية صيف 2013 ففي فجر السبت 27 أبريل 2013  هاجمت عدة قوات متمردة من تحالف «الجبهة الثورية» المدينة واستولت عليها، متزامنة مع قوات إنطلقت شمالا نحو الله كريم وأم روابة وقامت بقصف بعض المنشآت هناك قبل ان تنسحب منها بعد عدة ساعات، وظلت القوات المهاجمة تسيطر على المدينة لمدة 28 يوما قبل ان يتدخل الجيش ويطرد القوات المهاجمة بعد عدة محاولات للهجوم.
وبعد تحرير المدينة بدأت السلطات في إعادة الإعمار من جديد للمنشآت التي تتضررت بسبب الحرب.